# SG Fuchsmühl
Die SG Fuchsmühl ist ein Sportverein aus der Oberpfälzer Gemeinde Fuchsmühl. Der Verein verfügt über Abteilungen für Fußball, Kinderturnen und Nordic Walking.

## Geschichte
Der Verein wurde 1920 gegründet. Wegen seiner geographischen Lage ist die Fußballmannschaft dem Bezirk Oberfranken zugeordnet. Sie stieg in den 1970er Jahren zwei Mal in die Bezirksliga auf.
Größter sportlicher Erfolg war 1978 die Qualifikation für den DFB-Pokal. In der 1. Hauptrunde unterlag man beim damaligen Zweitligisten Eintracht Trier mit 1:3.

## Erfolge
- Qualifikation für den DFB-Pokal: 1978
- Meister Kreisklasse Ost 2016